# Taizé (Saona e Loira)
Taizé è un comune francese situato nel dipartimento della Saona e Loira, nella regione della Borgogna-Franca Contea.
Il villaggio è noto per ospitare la Comunità di Taizé, una confraternita monastica cristiana ecumenica fondata da frère Roger nel 1940.

## Società

### Evoluzione demografica
Abitanti censiti